# A totes (pel·lícula de 2009)
A totes (originalment en anglès, Playing for Keeps) és un telefilm canadenc dirigit per Gary Harvey, emès el 5 d'abril de 2009 a la xarxa CTV, i als Estats Units el 18 de gener de 2009 a Lifetime Movie Network. La pel·lícula va ser vista per aproximadament 1,6 milions d'espectadors quan es va emetre per primera vegada als Estats Units. El 2021 es va estrenar el doblatge en català a TV3.

## Argument
A la Nicole, una jove blanca sense gaires aspiracions, li agrada sortir a la nit amb la seva amiga Maya. A la discoteca, miren de coincidir amb els jugadors de bàsquet professional de l'equip de la seva ciutat, Vancouver, del qual ella és una fervent seguidora. Una nit coneix Ty Rivers, una de les estrelles, afroamericà i casat, però propens a les aventures. La parella s'enamora però al cap de poc la Nicole s'adona que està embarassada perquè la pastilla anticonceptiva ha fallat. De sobte té un objectiu a la vida: ser mare, una determinació que contrasta amb els dubtes plantejats pel jugador, que d'entrada no reconeix la paternitat i en cap cas està disposat a abandonar la seva família. Ara bé, de mica en mica s'anirà interessant pel nen, mestís, cosa que donarà peu a una llarga batalla als tribunals.

## Repartiment
- Jennifer Finnigan: Nicole Alpern
- Roger Cross: Ty Rivers
- Doug Savant: Peter Marcheson
- Brian Markinson: Daryl Alpern
- Enuka Okuma: Beverly Rivers
- Agam Darshi: Maya
- Malcolm Stewart: Daniel Gibson
- Chilton Crane: Bonnie Alpern
- Sarah Edmondson: Amy Jansen
- Sonja Bennett: Marsha Barclay
- Ben Cotton: Peter
- Glynis Davies: Juge Mitchell
- Martin Brown: conductor de l'autobús